# Huis van Saoed
Het Huis van Saoed of de Dynastie van Saoed (de spelling Saud komt ook veel voor) (Arabisch: آلسعود, Āl Saʿūd) is tegenwoordig de koninklijke familie van Saoedi-Arabië. Vóór het vestigen van het huidige Saoedi-Arabië, hebben ook al twee rijken bestaan onder de Saoedi's.

## Geschiedenis

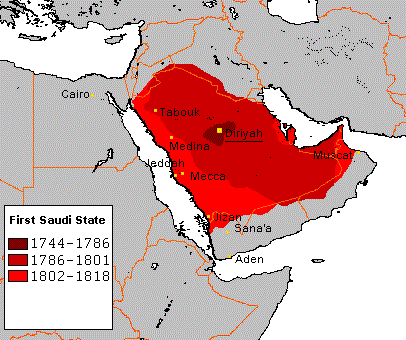
De Eerste Saoedische Staat (1744-1818).

De Ottomanen hadden in de 16e eeuw grote delen van het Arabisch Schiereiland veroverd, maar lieten het woestijnachtige ontoegankelijke hart (Nadjd) voor wat het was. In plaats daarvan voerden ze een verdeel-en-heerspolitiek en speelden de verschillende stammen tegen elkaar uit. Een van deze partijen werd gevormd door een lokale stam uit de stad Al-Diriyah.
De geschiedenis van het Huis van Saoed begint halverwege de 18e eeuw met Mohammed bin Saoed, of eigenlijk zijn vader Saoed bin Mohammed bin Mukrin. Mohammed bin Saoed was het hoofd van deze lokale stam uit Al-Diriyah. Hij ging een alliantie aan met de puriteins-islamitische geestelijke Mohammed ibn Abdul-Wahhab en gesteund door diens religie, die teruggreep naar de eerste jaren van de islam, veroverden ze een groot deel van het Arabisch Schiereiland.
In 1818 werd het Eerste Saoedische Rijk echter door het Ottomaanse Rijk verslagen.
Enkele jaren daarna werd het Tweede Saoedische Rijk gesticht. In 1891 werd deze staat echter veroverd door de Rasjids die het aan hun eigen staat (emiraat Hail) toevoegden. De Saoeds, waaronder de jonge Abdoel Aziz al Saoed, moesten in ballingschap in Koeweit. Lang hield deze staat niet stand: in 1901 keerde Abdoel Aziz al Saoed (ib Saoed) terug uit zijn ballingsoord en begon het land te heroveren. Het startsein voor deze herovering was de bestorming van fort Masmak bij Riyad in 1902.
Tijdens de Eerste Wereldoorlog veranderde het Midden-Oosten ingrijpend. Het Verenigd Koninkrijk steunde de leider van de stam der Hasjemieten, Hoessein ibn Ali en zij verdreven gezamenlijk de Ottomanen uit Arabië. Ook steunden zij Abdoel Aziz al Saoed omdat hij tegen de Rasjids streed die nog steeds als bondgenoot van de Ottomanen en Duitsers golden. In 1921 wist Ibn Saoed definitief met de Rasjids af te rekenen en hun emiraat aan zijn eigen gebied toe te voegen. Ibn Saoed beheerste de streken Nadjd en Hasa, oftewel het hart en de oostkust van het Arabisch Schiereiland. Hoessein beheerste de Hidjaz die de gehele westkust van Aqaba tot Asir omvatte.
Hoessein eiste daarna het leiderschap over het Arabisch Schiereiland op, maar dit werd niet geaccepteerd door Abdoel Aziz al Saoed. Al Saoed versloeg de Hasjemieten uiteindelijk in 1924 en riep zichzelf uit tot leider der Arabieren. In 1932 stichtte hij het huidige koninkrijk Saoedi-Arabië.

## Hoofden van het Huis van Saoed

Stamboom van het Huis van Saoed

### Eerste Saoedische Rijk
- Mohammed bin Saoed
- Abdoel Aziz bin Mohammed bin Saoed
- Saoed bin Abdoel Aziz bin Mohammed al Saoed
- Abdullah bin Saoed

### Tweede Saoedische Rijk
- Turki bin Abdullah
- Faisal bin Turki
- Abdul Rahman bin Faisal

### Saoedi-Arabië
- Abdoel Aziz al Saoed
- Saoed bin Abdoel Aziz
- Faisal bin Abdoel Aziz
- Khalid bin Abdoel Aziz
- Fahd bin Abdoel Aziz
- Abdoellah bin Abdoel Aziz
- Salman bin Abdoel Aziz

## Trivia
- Saoedi-Arabië en Liechtenstein zijn de enige twee landen ter wereld die naar de regerende familie zijn genoemd.